# Maintal
Maintal é um município da Alemanha, situado no distrito de Main-Kinzig, no estado de Hesse. Tem 32,4 km² de área, e sua população em 2019 foi estimada em 39.553 habitantes.